# فرسان تيوتون
غ

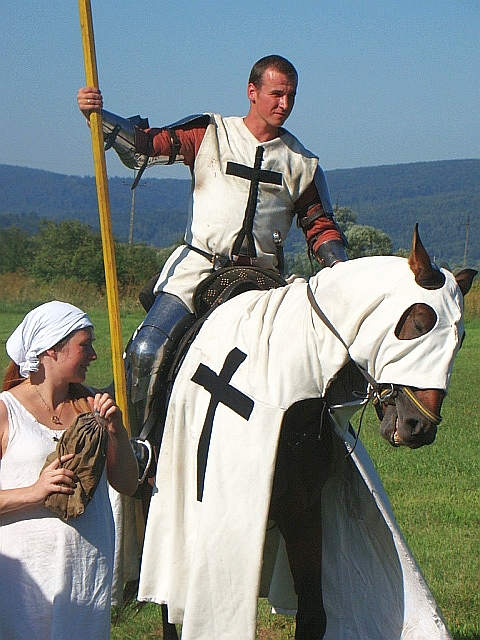
تمثيل لفارس تيوتونى.

فرسان التيوتون أو نظام رهبنة إخوة بيت القديسة مريم الألماني في القدس أو أختصاراً: الأودسمته (باللاتينية: O.D.S.M.T.H)
(بالألمانية: Deutscher Orden) طائفة عسكرية مسيحيّة ألمانية. تأسست سنة 1190 كمنظمة تمريضية لكنها تحولت إلى نمط فرسان المعبد وفرسان الإسبتارية وشاركت في الحروب الصليبية مثلهم وكان لها مقر في عكا. اعترف بها البابا سنة 1191 وفي سنة 1198 أقاموا نظاما عسكريا. أهم مراكزهم كانت في الشام في أنطاكيا وطرابلس. سنة 1210 قتل معظم فرسانهم وقادتهم فعزلوا على عكا ودخلوا في منافسة مع فرسان المعبد والاسبتاريه الذين كانت مكانتهم أعلى.
كان فرسان التيوتن يلبسون أزياء بيضاء عليها صليب لاتيني. غزوا بروسيا سنة 1226 وأبادوا سكانها بحجة تحويلهم للمسيحية وأقاموا فيها مستعمرات يسكنها ألمان. مقرهم كان في مارينبورغ ثم في كونيغسبرغ. في 1242 تمردت القبائل البروسية عليهم فشن فرسان التيوتون عليهم حملة صليبية تكونت من 60 ألف ألماني وبوهيمي لإنقاذ التيوتونيين الذين سيطروا من جديد سنة 1260.
تحولوا للـبروتستانتية سنة 1525 لكن الطائفة استمرت كاثوليكية في ألمانيا لغاية 1805. كانت أراضيهم على بحر البلطيق تحت سيادة بابا الكاثوليك الاسمية. استولت بولندا على أجزاء من أقاليمهم سنة 1466.